# Mistrzostwa Świata w Pływaniu na krótkim basenie 2016 – 4 × 100 m stylem dowolnym kobiet
4 × 100 m stylem dowolnym kobiet – jedna z konkurencji, które odbyły się podczas Mistrzostw Świata w Pływaniu na krótkim basenie 2016. Eliminacje i finał miały miejsce 6 grudnia.
Złoty medal zdobyły Amerykanki, uzyskawszy czas 3:28,82. Srebro wywalczyły reprezentantki Włoch (3:30,28), a brąz Holenderki (3:31,10).
Początkowo drugie miejsce zajęła sztafeta kanadyjska, ale została zdyskwalifikowana, ponieważ zawodniczki popłynęły niezgodnie z kolejnością zgłoszoną przed finałem.

## Rekordy
Przed zawodami rekordy świata i mistrzostw wyglądały następująco:
| Rekord                   | Reprezentacja | Czas    | Miejsce | Data           |
| ------------------------ | --- | ------- | ------- | -------------- |
| Rekord świata            | Holandia · Inge Dekker (52,39) · Femke Heemskerk (50,58) · Maud van der Meer (52,55) · Ranomi Kromowidjojo (51,01) | 3:26,53 | Doha    | 5 grudnia 2014 |
| Rekord mistrzostw świata | Holandia · Inge Dekker (52,39) · Femke Heemskerk (50,58) · Maud van der Meer (52,55) · Ranomi Kromowidjojo (51,01) | 3:26,53 | Doha    | 5 grudnia 2014 |

## Wyniki

### Eliminacje
Eliminacje odbyły się o 13:26 czasu lokalnego.
| Miejsce | Wyścig | Tor | Państwo           | Zawodniczka                                                                                         | Czas      | Uwagi |
| ------- | ------ | --- | ----------------- | --------------------------------------------------------------------------------------------------- | --------- | ----- |
| 1.      | 2      | 4   | Kanada            | Sandrine Mainville (52,72) Alexia Zevnik (52,12) Michelle Williams (52,02) Taylor Ruck (52,63)      | 3:29,49   | Q,    |
| 2.      | 2      | 3   | Włochy            | Erika Ferraioli (53,55) Silvia Di Pietro (52,61) Aglaia Pezzato (53,22) Federica Pellegrini (53,03) | 3:32,41   | Q     |
| 3.      | 2      | 5   | Holandia          | Maud van der Meer (53,75) Kim Busch (53,52) Robin Neumann (54,42) Ranomi Kromowidjojo (51,90)       | 3:33,59   | Q     |
| 4.      | 2      | 7   | Australia         | Carla Buchanan (53,89) Jemma Schlicht (54,37) Emily Seebohm (52,77) Brittany Elmslie (52,62)        | 3:33,65   | Q     |
| 5.      | 1      | 6   | Chiny             | Zhu Menghui (53,21) Shen Duo (53,65) Sun Meichen (53,57) Tang Yuting (54,06)                        | 3:34,49   | Q     |
| 6.      | 1      | 7   | Francja           | Anna Santamans (53,49) Marie Wattel (53,82) Mathilde Cini (54,47) Melanie Henique (53,06)           | 3:34,84   | Q,    |
| 7.      | 1      | 3   | Stany Zjednoczone | Katrina Konopka (53,69) Katie Drabot (54,61) Madison Kennedy (53,24) Alexandra DeLoof (53,44)       | 3:34,98   | Q     |
| 8.      | 1      | 4   | Japonia           | Rikako Ikee (52,69) Yui Yamane (53,79) Tomomi Aoki (53,45) Sayuki Ouchi (55,11)                     | 3:35,04   | Q     |
| 9.      | 2      | 6   | Dania             | Mie Nielsen (54,20) Julie Jensen (53,78) Sarah Bro (54,88) Emilie Beckmann (54,49)                  | 3:37,35   |       |
| 10.     | 1      | 5   | Paragwaj          | Karen Riveros (57,28) Sofia Lopez (59,59) Nicole Rautemberg (1:00,08) Marie Jose Arrua (58,58)      | 3:55,97   | NR    |
| 11.     | 1      | 2   | Makau             | Tan Chi Yan (57,94) Lei On Kei (58,92) Choi Weng Tong (1:00,01) Long Chi Wai (59,10)                | 3:55,97   |       |
| 12. !   | 2      | 2   | Algieria          | Souad Nefissa Cherouati Hannah Taleb-Bendiab Sarah Hadj Abderrahmane Amel Melih                     | 9:99,99 ! | DNS   |

### Finał
Finał odbył się o 20:12 czasu lokalnego.
| Miejsce | Tor | Państwo           | Zawodniczka                                                                                              | Czas      | Uwagi |
| ------- | --- | ----------------- | --- | --------- | ----- |
| 1. !    | 1   | Stany Zjednoczone | Amanda Weir (52,95) Kelsi Worrell (51,04) Madison Kennedy (52,84) Mallory Comerford (51,99)              | 3:28,82   |       |
| 2. !    | 5   | Włochy            | Erika Ferraioli (53,51) Silvia Di Pietro (52,06) Aglaia Pezzato (52,52) Federica Pellegrini (52,19)      | 3:30,28   |       |
| 3. !    | 3   | Holandia          | Maud van der Meer (53,48) Marrit Steenbergen (53,17) Maaike de Waard (53,09) Ranomi Kromowidjojo (51,36) | 3:31,10   |       |
| 4.      | 6   | Australia         | Brittany Elmslie (52,29) Carla Buchanan (53,17) Jemma Schlicht (53,75) Emily Seebohm (52,00)             | 3:31,21   |       |
| 5.      | 8   | Japonia           | Rikako Ikee (52,16) Yui Yamane (53,91) Sayuki Ouchi (54,21) Tomomi Aoki (53,81)                          | 3:34,09   |       |
| 6.      | 7   | Francja           | Anna Santamans (53,79) Marie Wattel (53,52) Mathilde Cini (54,06) Melanie Henique (53,76)                | 3:35,13   |       |
| 7.      | 2   | Chiny             | Zhu Menghui (53,77) Shen Duo (54,01) Sun Meichen (53,82) Tang Yuting (54,41)                             | 3:36,01   |       |
| 8. !    | 4   | Kanada            | Sandrine Mainville Alexia Zevnik Penny Oleksiak Michelle Williams                                        | 9:99,99 ! | DSQ   |